# Кашина Галанта (Бијела)
Кашина Галанта је насеље у Италији у округу Бијела, региону Пијемонт.
Према процени из 2011. у насељу је живело 22 становника. Насеље се налази на надморској висини од 278 м.